# Comuna Bielinske, Lenine
Bielinske (în ucraineană Бєлінське) este o comună în raionul Lenine, Republica Autonomă Crimeea, Ucraina, formată din satele Bielinske (reședința), Nîjnozamorske, Novovidradne, Stanțiine, Verhnozamorske și Zolote.

## Demografie
Componența lingvistică a comunei Bielinske
     Rusă (69,85%)
     Tătară crimeeană (18,06%)
     Ucraineană (10,38%)
Conform recensământului din 2001, majoritatea populației comunei Bielinske era vorbitoare de rusă (69,85%), existând în minoritate și vorbitori de tătară crimeeană (18,06%) și ucraineană (10,38%).